# Chlum (Liberec)
Chlum é uma comuna checa localizada na região de Liberec, distrito de Česká Lípa‎.